# Маккавейский, Владимир Николаевич
Влади́мир Никола́евич Маккаве́йский (1893—1920?) — русский поэт-символист и переводчик, художник-график.
Сын профессора Киевской духовной академии Николая Маккавейского. Крещён в церкви Николы Доброго на Подоле. В 1903 году поступил в третью мужскую гимназию. В 1911 году по окончании гимназии поступил на филологический факультет Киевского университета.
В 1914 году дебютировал переводом книги Райнера Марии Рильке «Жизнь Марии» и публикацией оригинальных стихов в альманахе «Аргонавты». Объединив вокруг себя группу киевских постсимволистов, издавал программный журнал «Гермес». В околореволюционные годы был, по свидетельствам мемуаристов (в том числе Ильи Эренбурга), центральной фигурой поэтической жизни Киева. По свидетельству Ю. Терапиано, Маккавейскому принадлежат последние две строки стихотворения Мандельштама «На каменных отрогах Пиэрии…» (Скрипучий труд не омрачает неба / И колесо вращается легко?).
В 1918 году выпустил в Киеве единственный сборник стихов «Стилос Александрии: Сонеты и поэмы» в собственном оформлении, оставшийся практически незамеченным. В 1919 году в альманахе «Гермес» опубликовал «псевдотрагедию» «Пьеро-убийца». Кроме Рильке переводил Стефана Малларме, Жана Мореаса, а также стихи А. Блока и Вяч. Иванова) на французский.
Поэма «Пандемониум Иеронима Нуля» была опубликована с комментариями в конце XX века в книге М. Л. Гаспарова «Записи и выписки».
Воевал в Белой армии. По одной версии, погиб в 1920 году при невыясненных обстоятельствах в Киеве при очередной смене властей. По другой, погиб около 1920 года под Ростовом-на-Дону. Третья — погиб после 1923 года.